# Llista de programes d'IB3 Televisió
Aquí hi ha una llista dels programes que ha emès IB3 Televisió:

## Concursos
- Agafa'm si pots. Presentat per Llum Barrera.
- Codi Genètic. Presentat per Xisco Segura.
- Fent Trull. Presentat per Victoria Maldi i Torito.
- Grand Prix. Presentat per Bertín Osborne i Cristina Urgel
- Nit d'Èxits. Presentat per Victoria Maldi i Jaume Anglada.
- Perseverance. Presentat per Xisco Segura.
- Queda't amb na Victoria. Presentat per Victoria Maldi
- Saps la darrera?. Presentat per Llorenç Cloquell
- Scrabble. Presentat per Llorenç Cloquell.
- Trolley. Presentat per Victoria Maldi i Quique Jiménez "Torito".
- Poble x Poble. Presentats per Joan Monse i Virginia Quetglas.

## Culturals/documentals/divulgatius
- 24 Hores.
- A Càmera.
- Aeroport PMI-MAH-IBIZ.
- Aire. Presentat per Joan Frontera. Al setembre de 2017 passà a la ràdio presentat per Joan Cabot.
- Així és la Vida. Presentat per Lina Pons
- Això no es Islàndia. Presentat per Llucia Ramis i Josep Maria Nadal Suau
- Altres Dimensions. Presentat per Miquel Salamanca
- Babilonia. Presentat per Maria de la Pau Janer.
- Balears amb els cinc sentits. Presentat per Elisabeth Moll
- Balears des de l'aire.
- Balears pel Món. Presentat per Josep Costa "Soldat".
- Balears Salvatge. Presentat per Toni Escandell.
- Calabruix. Presentat per Miquel Salamanca.
- Capellans.
- Coopera.
- De Festa.
- El Cercador. Presentat per Joan Barceló.
- El Camp. Presentat per Marga Cañellas.
- El Món des de baix.
- El Perquè de les Coses.
- El Planeta Blau.
- Eucaristia.
- Expedient 971.
- Factor Humà.
- Herbes Màgiques. Presentat per Marc Moll
- Hora Documental.
- Illencs.
- Jo hi era.
- L'Ofre.
- L'Origen de les Coses. Presentat per Gemma Bes i Santi Cardona.
- Llinatges. Presentat per Pere Estelrich
- Malnoms. Presentat per Adrià Martí.
- Mira per on.
- Misteris Illencs.
- Misteris Mèdics. Presentat per Bartomeu Beltran.
- Mons Perduts.
- Mosaic.
- National Geographic.
- Paral·lel 40.
- Pares. Presentat per Maria Fajula.
- Parlant en Plata. Presentat per Carles Marín.
- Passejades. Presentat per Maria Rosselló i Vicenç Sastre.
- Pobles.
- Punt de Trobada. Presentat per Maria de la Pau Janer.
- Punt per Punt. Presentat per Victoria Maldi.
- Tríptic.
- Salut i Força. Presentat per Joan Calafat.
- Uep! Com anam?. Presentat per Toni Ballador i Jaume Coll. Amb Felip Munar.
- Un Món de Criatures. Presentat per Violeta Bibiloni.
- Un Lloc Enlloc.
- Una Ullada Cap Enrere. Presentat per Joan Carles Palos.
- Va d'Anuncis. Presentat per Margalida Grimalt.
- Xarxes i Filats.

## Cuina
- Això és mel. Presentat per Pau Cavaller, Tomeu Caldentey, Toni Gomila.
- Cuina amb Santi Taura. Presentat per Santi Taula
- Cuinant bolets amb Toni Pinya. Presentat per Toni Pinya.
- Fred i Calent. Presentat per Miquel Calent.
- La Bona Cuina de na Paquita Tòmas. Presentat per Paquita Tomàs

## Infantils
- El Món d'en Guai.
- Mira Sa Tele.

## Entrevistes/Debat
- A Debat. Presentat per Miquel Payeras.
- Al Dia. Emissió d'un fragment del programa de IB3 Ràdio homònim.
- Article 19. Presentat per Angela Alfaro.
- El Debat. Presentat per Maria Eugènia Quetglas.
- El Moix Negre. Presentat per Joan Prunés.
- Gent de Paraula. Presentat per Joan Monse.
- La Mirada. Presentat per Joan Frontera
- Link. Presentat per Maria de la Pau Janer.
- Mira lo que hay. Presentat per Carlos Dávila.
- Plaça Major. Presentat per Joan Monse.
- Rerefons. Presentat per Pere Estelrich.
- Transparències. Presentat per Pere Muñoz

## Esportius
- 4:4:2. Presentat per Tomeu Maura.
- A Pedals.
- Fórmula 1.
- Golèmica
- Jocs i Gols. Presentat per Joan Frontera / Jordi Calleja i Maria Mayans.
- Lliga de Campions.
- Pick and roll.
- Temps Afegit. Presentat per Tomeu Terrasa.
- Tira Tira.
- Total Esport. Presentat per Joan Martí
- Trot.
- Zona Champions.
- Zona Zàpping.

## Humor
- Això és tot!. Presentat per Noemi Garcies i Adrià Martí.
- Autoindefinits.
- Au idò!
- Baleàrix. Sketchs.
- Encastados de la Vida. Presentat per Agustín "El Casta".
- Just Kidding.
- Llum i Acció. Presentat per Llum Barrera
- Ninja Warrior. Veu en Off de Joan Carles Bestard (Madò Pereta) i Llorenç Cloquell
- Ous amb Caragols.
- Schwartz & Co. Presentat per Fernando Schwartz.
- Urgensias. Espectacle de Diabéticas Aceleradas

## Informatius
- Balears Dematí. Presentat per Àngela Seguí
- Balears Directe. Presentat per Carlos Hernández i Virgina Galiano.
- Balears en Acció. Presentat per Silvia Petit i Marina Heredero.
- Bon dia Balears.
- Bona nit Balears. Presentat per Bartomeu Beltán.
- Caires. Presentat per Joan Frontera / Rafael Gallego .
- Crònica d'Avui. Presentat per Cristina Bugallo
- En Obert. Presentat per Rafel Gallego.
- IB30.
- IB3 Notícies.
- IB Confidencial. Reportatges produïts per El Mundo TV
- Illes i Pobles. Presentat per Marta Bergas.
- Informatiu Illes. Presentat per Dani Bagur.
- Parlament.
- Ple de Parlament
- 7 de Notícies. Presentat per Joan Mut i Carolina Gamero.
- 50 minuts. Presentat per Joan Frontera

## Magazine
- 5 dies. Presentat per Marta Garau i Jaume Noguera. Alba González presenta la secció Darrera Hora 5 dies.
- 971 Balears. Presentat per Joan Monse.
- Això és vida. Presentat per Mercè Marrero
- Els Dematins. Presentat per Neus Albis.
- Es Born. Presentat per Lina Pons.
- Ja hi som tots.
- La Bona Vida amb tu.
- Quina Tardor!. Presentat per Victoria Maldi
- Quin Estiu!. Presentat per Rosa de Lima i Noemí Garcies.
- Souvenir. Presentat per Quique Jiménez "Torito".
- Tal Com Som. Presentat per Joan Monse.
- Tres i Més. Presentat per Neus Albis, Jaume Noguera i Miquel Such.
- Un Dia d'Estiu. Presentat per Victoria Maldi

## Sèries Pròpies
- Amor de cans.
- Ja ho val
- L'Anell.
- Laberint de Passions.
- Hotel Bellavista
- Furia
- Llàgrima de Sang.
- Mai neva a Ciutat.
- Mossèn Capellà.
- Ous amb caragols
- Pep
- Pirates a les balears
- Suite Hotel.
- Sicilia sense morts
- Treufoc.
- VallTerra.
- Mopies

### Miniseries
- En vida teva
- Gàbia

## Sèries
- Boig per tu.
- Cazatesoros.
- Cuando seas mía.
- Chuck.
- Desapareguts.
- Diagnòstic Assassinat.
- Doctor Caparrós. metge de poble.
- Doctor Who.
- Doctors de Filadèlfia.
- Dones Enamorades.
- El Guardià.
- El Viatger del Temps.
- Embruixada
- Encara Somiant.
- Eyes.
- Expedient Zack
- Fiscal Chase.
- Frecuencia 04.
- Gata Salvaje.
- Hércules
- Herois.
- Infiltrats.
- Invasió.
- Justícia.
- La Hora de Alfred Hitchock.
- La Ley de la Bahia.
- La Tata.
- Les Germanes McLeod.
- Magnum.
- Matrimoni de Convenència.
- Mutante X.
- Naturalment Sadie.
- Nip/Tuck.
- Pacific Blue.
- Remington Steele.
- Rex.
- Terminator: Les Cròniques de Sarah Connor.
- The Nine.
- Segrestat.
- S'ha escrit un crim.
- Súbete a mi Moto.
- Vigilantes de la Playa.
- Walker, Texas Ranger.
- Xena.

## Entreteniment
- 3 anys d'IB3.
- Alcalà no és un Carrer.
- Cinema.
- Cinema de l'Oest.
- Cinema Sense Interrupcions.
- Digues que sí. Presentat per Jaume Anglada.
- Enfeinats. Veu en off de Miquel Àngel Torrens.
- El meu redol 20 anys després. Presentat per Joan Monse.
- Fer dissabte. Presentat per Joan Frontera i Victòria Maldi.
- Fora por!. Presentat per Xisco Segura.
- Gent de la mar. Presentat per Manolo Barahona i Pedro Carbonell.
- Glosadors. Presentat per Adrià Martí.
- IB3 al 3.
- IBZ Dj. Presentat per Jordi Villalta.
- IBZ Sona.
- La Nit de Xesc Forteza.
- La Parella Perfecta. Presentat per Joan Monse.
- Noche Sensacional.
- Ooh! Sole Mio.
- Quina Nit. Presentat per Rosa de Lima i Joan Bibiloni.
- Taula de Cinema. Presentat per Josep Maria Nadal Suau.
- Temporada Alta. Presentat per Carlos Hernández.